# Diane Kruger
Diane Heidkrüger (Algermissen, 15 de julho de 1976) é uma atriz e ex-modelo alemã. No início de sua carreira, ela ganhou reconhecimento mundial e recebeu o Troféu Chopard do Festival de Cinema de Cannes. Ficou mais conhecida pelos seus papéis em Troia, como Helena de Troia; A Lenda do Tesouro Perdido, como a Dr.ª Abigail Chase; e Bastardos Inglórios como Bridget von Hammersmark.
Em 2017, foi premiada como melhor atriz no Festival de Cannes, com o filme alemão In The Fade.

## Biografia
Kruger nasceu em Algermissen, perto de Hildesheim. Ela é filha da funcionária de banco Maria-Teresa e do especialista em computador Hans-Heinrich Heidkrüger. Seu pai tinha problemas com álcool, e isso levou Diane a não beber antes de completar vinte anos. Sua mãe a mandou para programas de intercâmbio, na adolescência, para aperfeiçoar seu inglês. Além disso e do seu alemão nativo, ainda fala francês. Ela foi criada na Alemanha, com seu irmão mais novo, Stefan, nascido em maio de 1978. Na infância, Kruger queria se tornar uma bailarina e com sucesso fez o teste para o Royal Ballet School, em Londres. Após uma lesão, encerrou sua carreira prematuramente no ballet, Kruger, então, se mudou para Paris e voltou sua energia para tornar-se modelo.

## Vida pessoal
Foi casada com o ator Guillaume Canet entre 2001 e 2006.
Namorou, durante dez anos, o ator canadense Joshua Jackson (2006-2016). Os dois nunca se casaram, mas tinham juntos casas em várias partes do mundo.  Anunciaram o fim do namoro em julho de 2016.
Desde 2016, está em um relacionamento com o ator Norman Reedus. Em novembro de 2018 nasceu a primeira filha do casal.

## Filmografia

### Cinema
| Ano           | Título original                       | Título (Brasil)                                | Papel                   |
| ------------- | ------------------------------------- | ---------------------------------------------- | ----------------------- |
| 2002          | The Piano Player                      | The Piano Player                               | Erika                   |
| 2002          | Ni pour ni contre (bien au contraire) | Ni pour ni contre (bien au contraire)          |                         |
| 2002          | Mon idole                             | Meu Ídolo                                      | Clara Broustal          |
| 2003          | Michel Vaillant                       | Fúria Sobre Rodas                              | Julie Wood              |
| 2004          | Troy                                  | Troia                                          | Helena de Troia         |
| 2004          | Wicker Park                           | Paixão à Flor da Pele                          | Lisa                    |
| 2004          | Narco                                 | Narco                                          | A mulher do club        |
| 2004          | National Treasure                     | A Lenda do Tesouro Perdido                     | Abigail Chase           |
| 2005          | Joyeux Noël                           | Feliz Natal                                    | Anna Sörensen           |
| 2005          | Frankie                               | Frankie                                        | Frankie                 |
| 2006          | Les brigades du Tigre                 | As Brigadas do Tigre                           | Constance Radetsky      |
| 2006          | Copying Beethoven                     | O Segredo de Beethoven                         | Anna Holtz              |
| 2007          | Goodbye Bafana                        | Mandela - A Luta Pela Liberdade                | Gloria Gregory          |
| 2007          | L'âge des ténèbres                    | A Era da Inocência                             | Véronica Star           |
| 2007          | The Hunting Party                     | A Caçada                                       | Mirjana                 |
| 2007          | National Treasure: Book of Secrets    | A Lenda do Tesouro Perdido: Livro dos Segredos | Abigail Chase           |
| 2008          | Pour elle                             | Tudo Por Ela                                   | Lisa                    |
| 2009          | Lascars                               | Lascars                                        | Clémence Santiepi (voz) |
| 2009          | Inglourious Basterds                  | Bastardos Inglórios                            | Bridget von Hammersmark |
| 2009          | L'affaire Farewell                    | L'affaire Farewell                             | Mulher jogando          |
| 2009          | Mr. Nobody                            | Mr. Nobody                                     | Anna                    |
| 2010          | Inhale                                | Inhale                                         |                         |
| 2010          | Pieds nus sur les limaces             | Pieds nus sur les limaces                      | Clara                   |
| 2011          | Unknown                               | Desconhecido                                   | Gina                    |
| 2011          | Forces spéciales                      | Forças Especiais                               | Elsa Casanova           |
| 2012          | Farewell, My Queen                    | Adeus, minha Rainha                            | Maria Antonieta         |
| 2012          | Un pan parfait                        | Um plano perfeito                              | Isabelle                |
| 2013          | The Host                              | A Hospedeira                                   | A Buscadora             |
| 2015          | Plan B                                | Plano B                                        | Elizabeth Chase         |
| 2016          | The Infiltrator                       | Conexão Escobar                                | Kathy Ertz              |
| 2017          | In the Fade                           | Em Pedaços                                     | Katja Sekerci           |
| 2018          | JT Leroy                              | JT Leroy - Escritor Fantasma                   | Eva Avalon              |
| 2018          | Welcome to Marwen                     | Bem-vindos a Marwen                            | Deja Thoris             |
| The Operative | Agente Infiltrada                     | Rachel                                         |                         |

### Televisão
| Ano    | Título                     | Papel           | Notas           |
| ------ | -------------------------- | --------------- | --------------- |
| 2002   | Duelles                    | Sabine          | 1 episódio      |
| 2010   | Fringe                     | Miranda Greene  | 1 episódio      |
| 2013-4 | The Bridge (série de 2013) | Detective Cross | Papel principal |

## Prêmios e Indicações

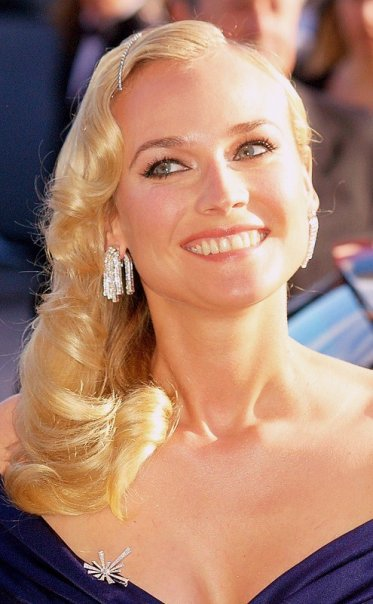
Diane Kruger, Cannes Film Festival 2009

| Ano  | Resultado | Premiação                   | Categoria                              | Título                                         |
| ---- | --------- | --------------------------- | -------------------------------------- | ---------------------------------------------- |
| 2003 | Venceu    | Cannes Film Festival        | Revelação Feminina                     |                                                |
| 2004 | Venceu    | Bambi Awards                | Carreira                               |                                                |
| 2005 | Indicada  | Saturn Awards               | Melhor Atriz Coadjuvante               | A Lenda do Tesouro Perdido                     |
| 2008 | Indicada  | Teen Choice Awards          | Escolha Atriz de Cinema: Ação/Aventura | A Lenda do Tesouro Perdido: Livro dos Segredos |
| 2010 | Indicada  | Prémios Screen Actors Guild | Melhor Atriz Coadjuvante               | Bastardos Inglórios                            |
| 2010 | Venceu    | Prémios Screen Actors Guild | Melhor Elenco                          | Bastardos Inglórios                            |
| 2010 | Indicada  | OFCS Awards                 | Melhor Atriz Coadjuvante               | Bastardos Inglórios                            |
| 2010 | Venceu    | Golden Camera               | Melhor Atriz Internacional             | Bastardos Inglórios                            |
| 2010 | Venceu    | Golden Camera               | Melhor Atriz Internacional             | Bastardos Inglórios                            |
| 2010 | Venceu    | COFCA Awards                | Melhor Elenco                          | Bastardos Inglórios                            |
| 2017 | Venceu    | Cannes Film Festival        | Prêmio de Interpretação Feminina       | In The Fade                                    |